# Stare
Stare je priimek več znanih Slovencev:
- Agata Stare ("Spodčeva Anica"), prva slovenska smučarska skakalka in nesojena svetovna prvakinja
- Alojzij Stare (1836–1904), župnik, frančiškan, častni komornik, sošolec »vajevcev«
- Andrej Stare (*1955), zdravnik in športni reporter
- Anton Stare (1850—1916), generalštabni vojaški zdravnik, humanitarec
- (Bruno?) Hugo Stare (1886—1969), pravnik, bančnik
- Egon Stare (1882—1959), pravnik, gospodarstvenik in publicist
- Emil Stare (1876—1940), pravnik? - dr. ?
- Feliks Stare (1850—1940), graščak, lesni industrialec
- France Stare (1924—1974), arheolog
- Gojko (B.) Stare (*1946), slovensko-ameriški fizik in finančni strokovnjak, profesor
- Ivan Stare (1913—?), železničar, partizan,
- Janez Stare (*1952), matematik, biomedicinski informatik, prof. MF, avtor portala Slovenski grobovi
- Janez Stare, oblikovalec luči
- Jernej Stare, biokemik
- Josip Stare (1842—1907), zgodovinar, gimn. profesor na Hrvaškem, pisatelj in prevajalec
- Josip Stare (1847—1922), pravnik, javni delavec in gledališki organizator
- Jože Stare (1796—1879), trgovec manufakturist v Ljubljani
- Jože Stare (1921—2000), zdravnik travmatolog, športni delavec
- Katja Stare, flavtistka
- Leon Stare (1915—2001), pravnik in ekonomist
- Marjan Stare (1932—1996), novinar, igralec, režiser, pesnik, tekstopisec
- Matej Stare (*1978), kolesar, trener
- Metka Stare, mednarodna ekonomistka
- Mihael Stare (1790—1872), podjetnik, pivovar, graščak, gradbenik in politik
- Miloš Stare (1905—1984), odvetnik in politik
- Niko Stare (*1942), agronom, krajinski arhitekt, hortikulturnik (Mb)
- Petra Stare, večmedijska ustvarjalka
- Sašo Stare, standup komik, televizijski voditelj in igralec
- Špela Stare, novinarka
- Vida Stare (1930—2019), arheologinja
- Zlatan Stare, zdravnik rentgenolog

## Glej še priimke
Starič, Starc, Starina itd.